# Volfartice
Volfartice (en allemand : Wolfersdorf) est une commune du district de Česká Lípa, dans la région de Liberec, en République tchèque. Sa population s'élevait à 713 habitants en 2021.

## Géographie
Volfartice se trouve à 9 km au nord-ouest de Česká Lípa, à 43 km à l'ouest de Liberec et à 73 km au nord de Prague.
La commune est limitée par Nový Oldřichov au nord, par Slunečná et Horní Libchava à l'est, par Stružnice et Žandov au sud, et par Velká Bukovina et Veselé à l'ouest.

## Histoire
La première mention écrite de la localité date de 1281.

## Administration
La commune se compose de deux quartiers :
- Nová Ves
- Volfartice

## Galerie

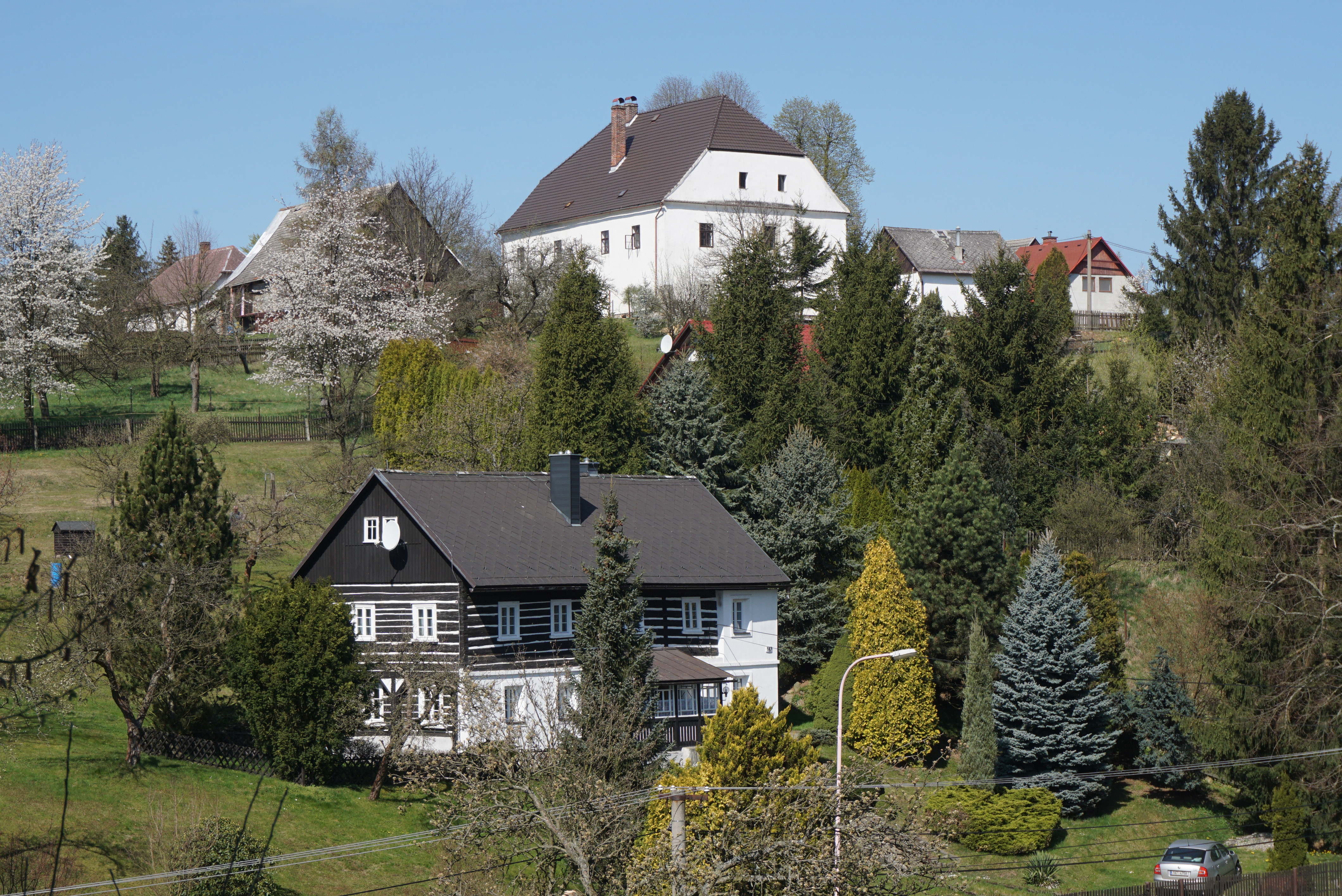
Volfartice : maison forte.
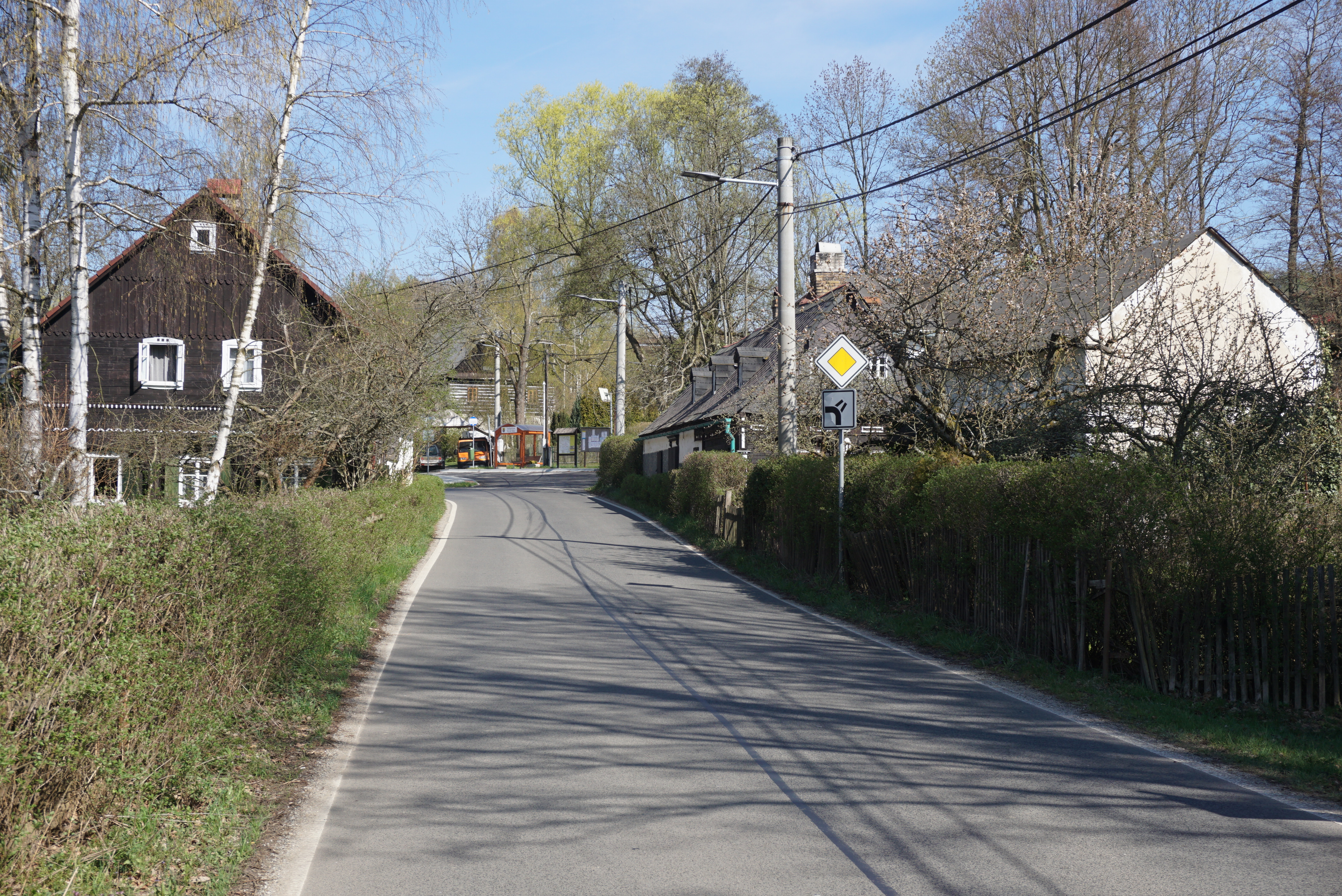
Nová Ves.

## Transports
Par la route, Volfartice se trouve à 9 km de Česká Lípa, à 56 km de Liberec et à 101 km de Prague.